# Oorlogsmonument Kinderdijkstraat
Het Oorlogsmonument aan de Kinderdijkstraat is een oorlogsmonument in Amsterdam-Zuid.

Het monument is tweeledig. Deel 1 wordt gevormd door een plaquette. Deze is bevestigd aan de westelijke gevel van de atelierwoningen aan de Zomerdijkstraat. De plaquette voert de tekst: 
1940-1945
Deze boom werd geplant door
bewoners van de Kinderdijkstraat
ter herdenking van de bevrijding
5-5-1945.
 Deel 2 wordt gevormd door de boom in de tekst wordt genoemd, die geplant is in de periode 1945-1952.

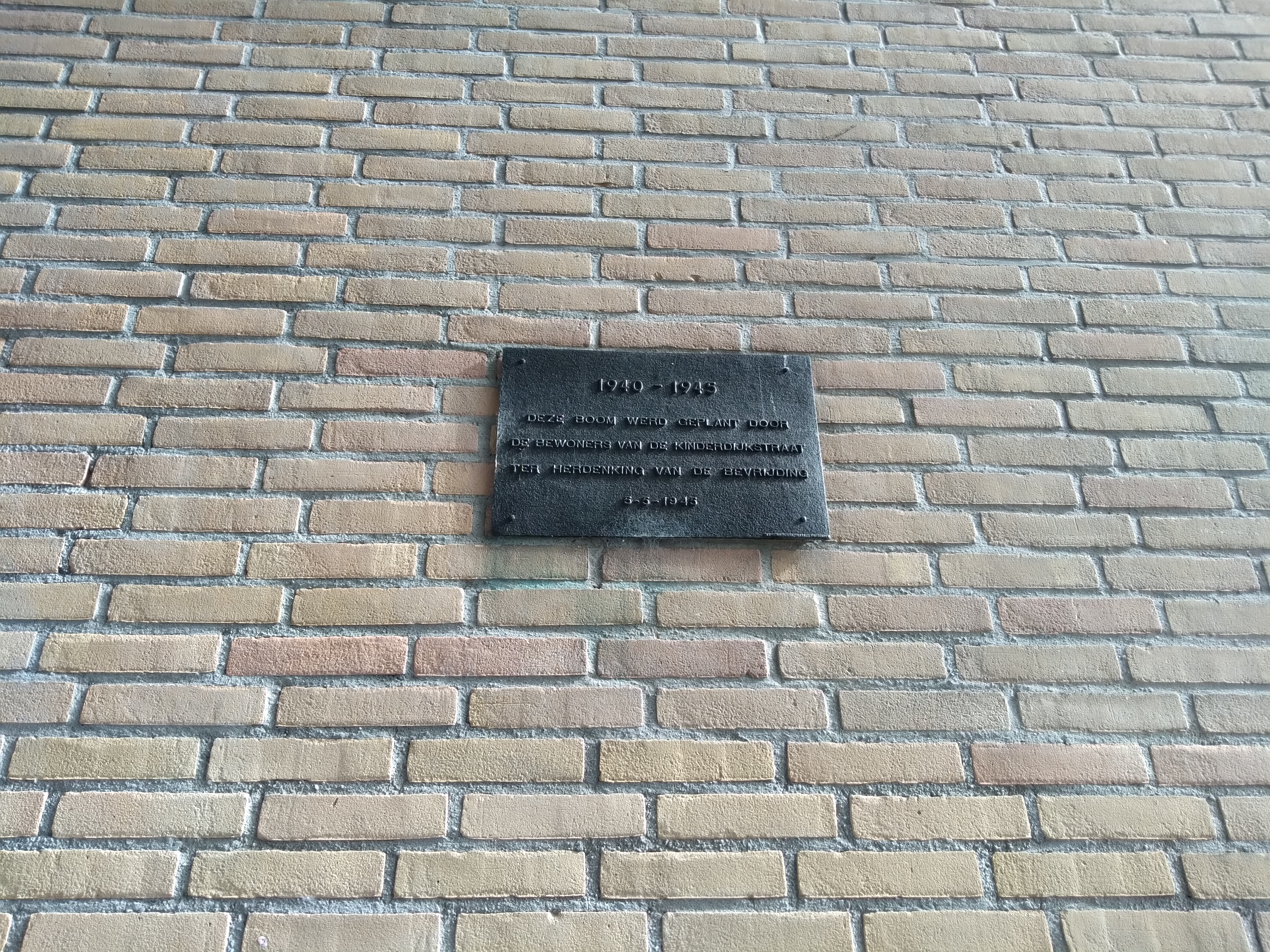
Plaquette (september 2020)